# Stellan Bengtsson
Stellan Bengtsson (Falkenberg, 26 de Julho de 1952) é um mesa-tenista sueco, campeão europeu (1972) e mundial (1971).